# 메디아슈

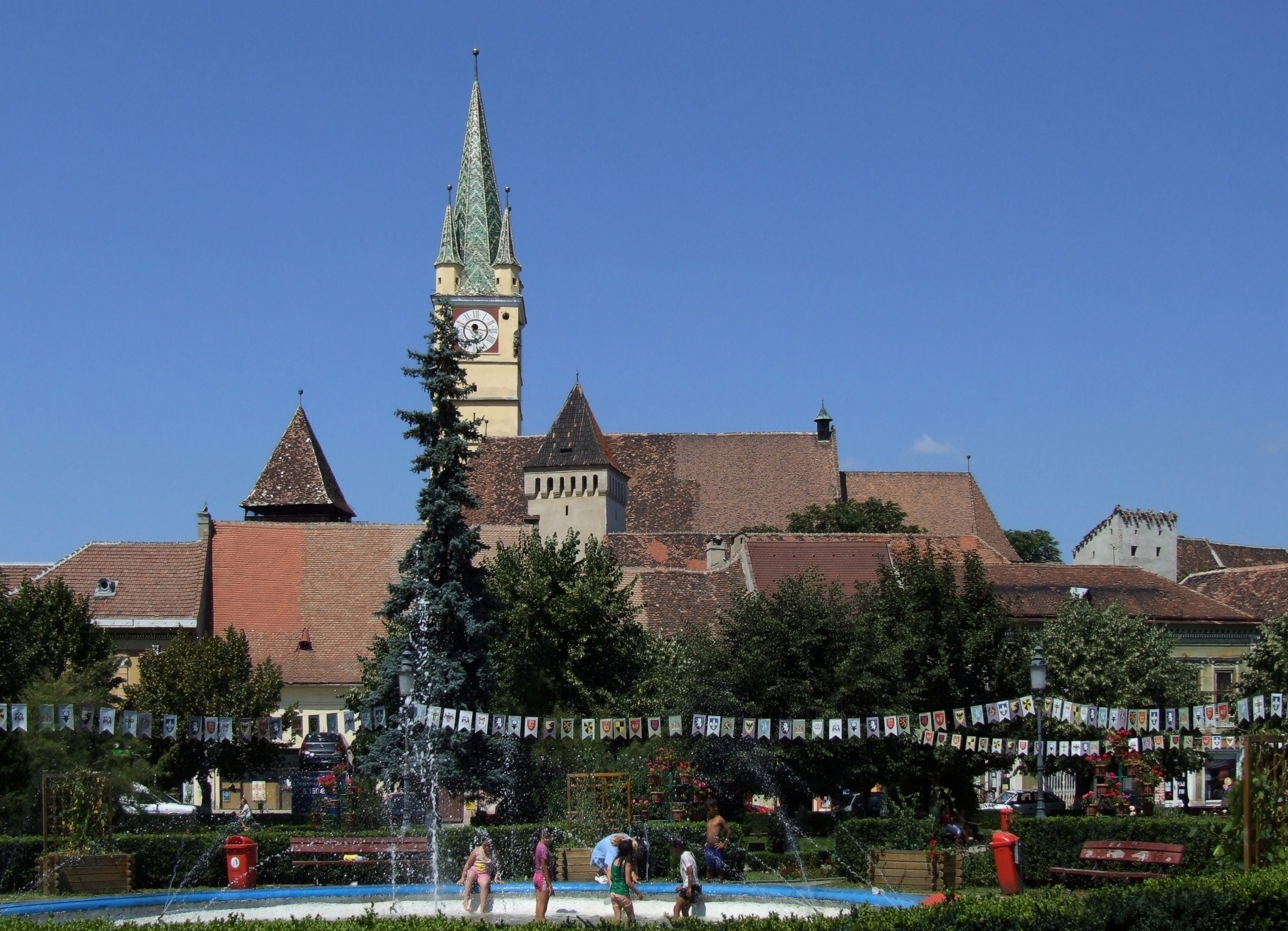
메디아슈 성녀 마르가리타 교회

메디아슈(루마니아어: Mediaș, 독일어: Mediasch 메디아슈[*], 헝가리어: Medgyes 메드제시[*])는 루마니아 시비우주의 도시로 면적은 62.62km2, 인구는 47,204명(2011년 기준)이다.
시비우에서 55km, 시기쇼아라에서 39km, 블라지에서 41km 정도 떨어진 곳에 위치한다. 시비우 주에서 시비우에 이어 2번째로 큰 산업 도시이다.

## 인구
| 연도              | 인구   | ±%     |
| ----------------- | ------ | ------ |
| 1912              | 8,626  | —      |
| 1930              | 15,505 | +79.7% |
| 1948              | 23,247 | +49.9% |
| 1956              | 32,498 | +39.8% |
| 1966              | 46,384 | +42.7% |
| 1977              | 65,072 | +40.3% |
| 1992              | 64,484 | −0.9%  |
| 2002              | 55,203 | −14.4% |
| 2011              | 44,169 | −20.0% |
| 출처: Census data |        |        |